# Politique des pourboires
La politique des pourboires est l'expression utilisée par Bismarck pour qualifier la politique internationale de « neutralité monnayée » mise en place par Napoléon III, qui tenta de négocier ses actions ou inactions par des compensations territoriales.
En Italie, son intervention militaire aida Victor-Emmanuel II de Savoie à réaliser l'unité italienne et lui permit d'obtenir la Savoie et le comté de Nice.
Face à la Prusse, il tenta de négocier sa neutralité, voire son aide, en échange notamment de la Belgique, puis du rachat du Luxembourg, mais Bismarck, feignant d'accepter, refusa chaque fois, énervant la diplomatie française et réveillant la francophobie allemande, laquelle atteindra son paroxysme en 1870, lorsque les deux pays s'engagent finalement dans un conflit.